# NGC 345
NGC 345 est une galaxie spirale située dans la constellation de la Baleine. NGC 345 a été découverte par l'astronome allemand Albert Marth en 1886.

## Caractéristiques
Sa vitesse par rapport au fond diffus cosmologique est de 4 955 ± 38 km/s, ce qui correspond à une distance de Hubble de 73,1 ± 5,2 Mpc (∼238 millions d'al).
Toutes les sources consultées, sauf le professeur Seligman qui considère qu'il s'agit d'une galaxie lenticulaire (S0(rs)a?), classent cette galaxie comme une spirale. La classe de luminosité de NGC 345 est I.